# Hrušky u Brna
Hrušky (deutsch Birnbaum) ist eine Gemeinde in Tschechien. Sie liegt vier Kilometer südwestlich von Slavkov u Brna und gehört zum Okres Vyškov.

## Geographie

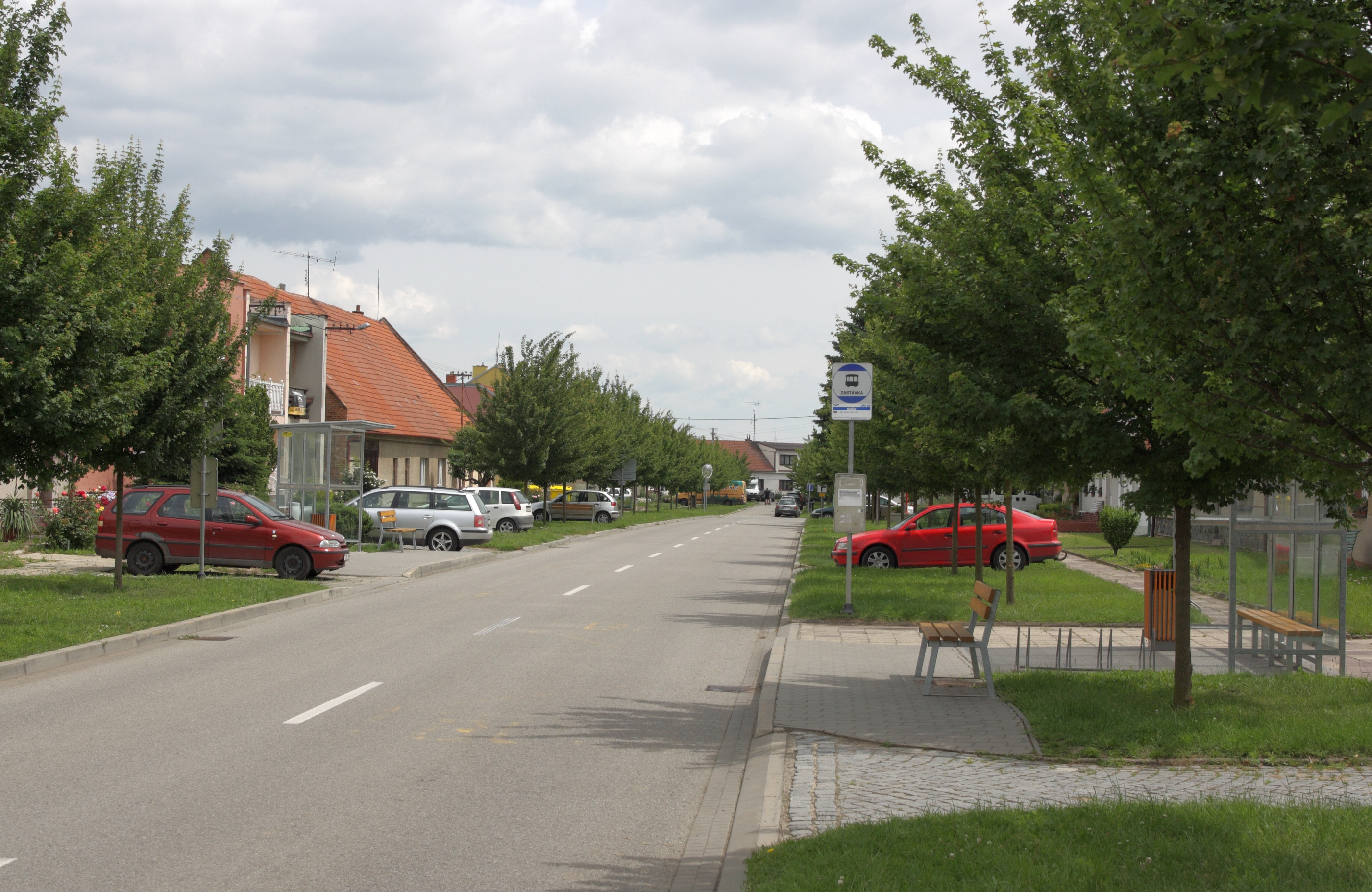
Hrušky, Hauptstraße

Hrušky befindet sich in den nordwestlichen Ausläufern des Steinitzer Waldes am Übergang zur Thaya-Schwarza-Talsenke. Das Dorf liegt unterhalb der Einmündung des Rakovec am rechten Ufer der Litava (Leitha). Westlich erhebt sich der Pracký kopec (Pratzeberg, 324 m). Nördlich von Hrušky verlaufen die Eisenbahnstrecken von Brno nach Přerov und zum Wlarapass, nächste Bahnstationen sind Křenovice horní nádraží und Křenovice dolní nádraží.
Nachbarorte sind Křenovice im Norden, Slavkov u Brna im Nordosten, Vážany nad Litavou im Osten, Nížkovice, Kobeřice u Brna und Milešovice im Südosten, Otnice im Süden, Šaratice, Kavriánov und Hostěrádky-Rešov im Südwesten, Zbýšov im Westen sowie Jiříkovice und Blažovice im Nordwesten.

## Geschichte
Die erste urkundliche Erwähnung des Dorfes erfolgte im Jahre 1294 als Besitz der Herren von Deblín.
Am 2. Dezember 1805 fand westlich des Dorfes die Dreikaiserschlacht statt. Nach der Aufhebung der Patrimonialherrschaften gehörte der Ort ab 1850 zum politischen Bezirk Wischau. Im Jahre 1921 wurde das Dorf elektrifiziert. Zwischen 1949 und 1960 war Hrušky Teil des Okres Slavkov und kam nach dessen Auflösung zum Okres Vyškov zurück. Am südöstlichen Ortsrand von Hrušky befinden sich zwei Fischteiche.

## Gemeindegliederung
Für die Gemeinde Hrušky sind keine Ortsteile ausgewiesen.